# Maurzyce-Brücke
Die Maurzyce-Brücke über den Fluss Słudwia, einen Zufluss des Bzura, in Zentral-Polen ist weltweit die erste zur Gänze geschweißte Straßenbrücke. Sie wurde 1928 kurz nach der ersten geschweißten Eisenbahnbrücke vollendet. Die Brücke liegt in der Nähe des Dorfes Maurzyce bei Łowicz in der Woiwodschaft Łódź.

## Geschichte

### Konstruktion

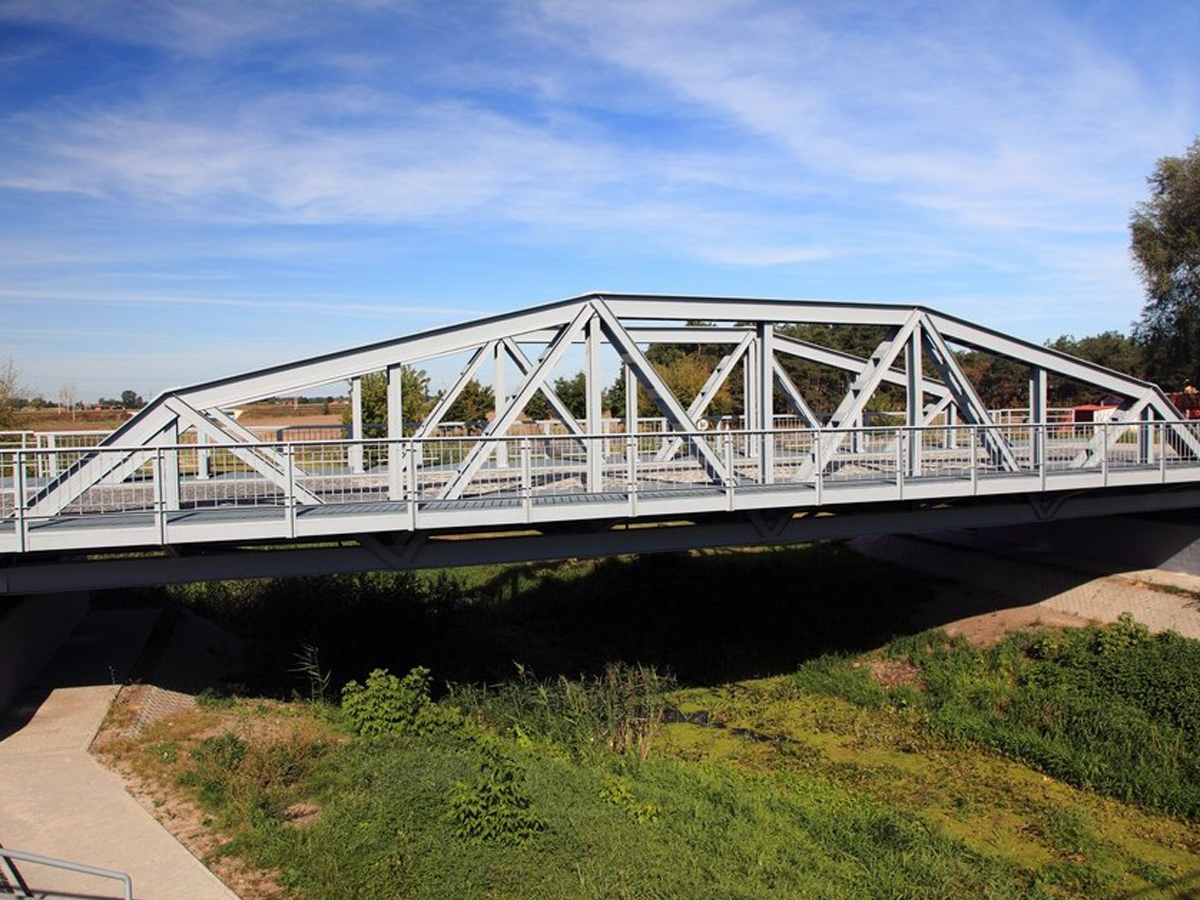
Näherungsweise parabolische obere und gerade untere Hauptträger

Konstruiert wurde die Brücke 1927 von Stefan Bryła, einem Schweiß-Pionier im Bauwesen. Bryła, Professor an der Nationalen Polytechnischen Universität Lemberg, führte umfangreiche theoretische Studien zum Einsatz von geschweißtem Stahl im Bauwesen durch und untersuchte verschiedene Aspekte des Acetylen-Schweißens und Schneidens sowie des Lichtbogenschweißens. Mitte der 1920er-Jahre entschloss sich Bryła, eine geschweißte Brücke zu konstruieren. Er nahm eine ältere, genietete Brücke zum Vorbild, die er gemeinsam mit Wenczesław Poniż so umgestaltete, dass die neue Konstruktionsmethode eingesetzt werden konnte. Die Querträger und einige Gurtelemente wurden dabei neu gestaltet. Der Entwurf war 1927 abgeschlossen, d. h. auch früher als der einer ähnlichen aber kürzeren, geschweißten Eisenbahnbrücke von Westinghouse Electric and Manufacturing in Turtle Creek, Pennsylvania, deren Bau aber schneller voranging und früher eröffnet wurde und daher als die erste geschweißte Brücke der Welt gilt.
Die damals neue Technik des Lichtbogenschweißens ermöglichte ein Gesamtgewicht von 56 t im Gegensatz zu einer konventionell genieteten Fachwerkbrücke mit 70 t. Von der Konstruktionsmethode abgesehen handelte es sich um eine gewöhnliche Fachwerkbrücke mit zwei Längsträgern aus geraden unteren und näherungsweise parabolischen, polygonalen oberen Hauptträgern. Zusätzlich zu den zwei Fahrspuren gab es zwei Bürgersteige für Fußgänger.

### Bau

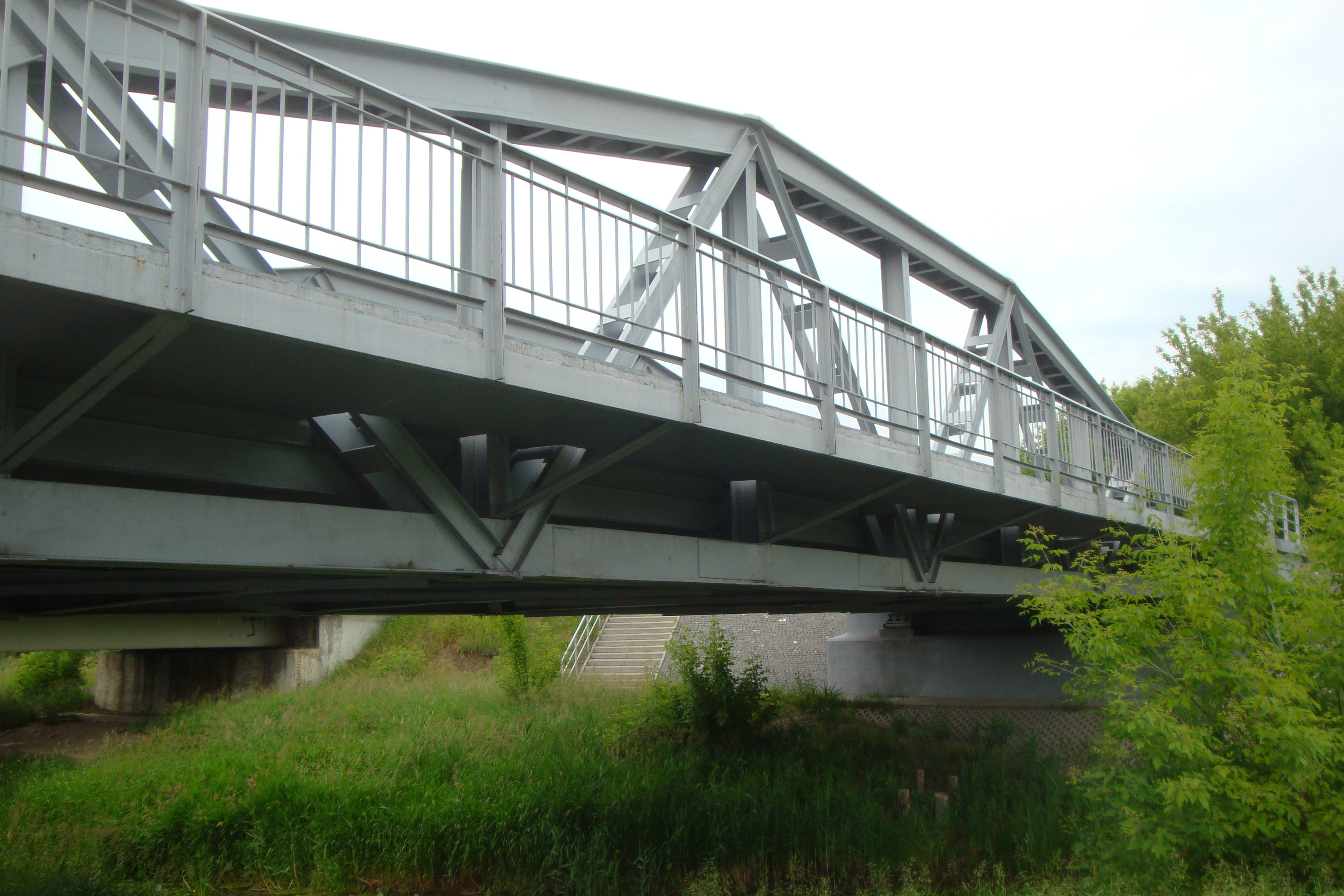
Ansicht von unten

Die Module wurden in der Fabrik „K. Rudzki i S-ka“ in Mińsk Mazowiecki vorgefertigt und dann auf der Baustelle an Ort und Stelle zusammengeschweißt. Der Brückenbau wurde im Dezember 1928 abgeschlossen und im August 1929 dem Verkehr übergeben. Obwohl das Schweißen damals teurer als das zeitaufwendigere Nieten war, wurden die Gesamtbaukosten reduziert, weil 17 % weniger Stahl gebraucht wurde und die Bauzeit kürzer war.
Es galt damals als riskant, eine Brücke auf diese Art zu bauen. Deshalb wurde Konstanty Rudzki als Generalunternehmer und Stahlbauer gewählt. Seine Firma mit Sitz in Warschau und einer großen Fabrik in Mińsk Mazowiecki war eines der erfahrensten Brückenbauunternehmen der damaligen Zeit. Die 1853 gegründete Firma war am Übergang vom 19. in das 20. Jahrhundert das einzige Unternehmen in Russland, das schwierig zu errichtende Brücken in abgelegenen Regionen bauen konnte. Konstanty Rudzki und seine Kollegen bauten damals knapp 20 % aller in Russland errichteten Brücken.

### Spätere Geschichte
Der Bau dieser Brücke war damals ‚revolutionär‘ und der Ausgangspunkt für eine neue Ära des Brückenbaus. Die Baumethode wurde in europäischen und amerikanischen Ingenieursveröffentlichungen beschrieben. Ingenieure aus der ganzen Welt besuchten die Brücke in großer Zahl. Eine Konsequenz daraus war, dass Polen als erstes Land der Welt Regeln für den Bau von geschweißten Brücken aufstellte.
Bis in die späten 1970er Jahre wurde die Brücke von der Nationalstraße 92 und der Europastraße 8 genutzt. Als sie für das Verkehrsaufkommen zu schmal wurde, wurde sie 1977 etwa 20 Meter nach Norden verschoben und für den Straßenverkehr gesperrt. An ihrer Stelle wurde eine Ersatzbrücke errichtet.
1968 wurde die Brücke durch das Denkmaldokumentationszentrum, die Vorgängerorganisation des polnischen Nationalinstituts für Kulturerbe, in die Liste schützenswerter Kulturgüter Polens aufgenommen. Sie wurde als historisches Denkmal von internationaler Bedeutung ausgezeichnet und später zum „unbeweglichen historischen Denkmal“ erklärt.
2009 wurde die Brücke generalüberholt. Die Stahlstruktur wurde für 800.000 zł vom Rost befreit und silberfarben lackiert. Der Straßenbelag wurde durch ein Granitpflaster ersetzt. 2011 wurde davor eine Gedenktafel für Professor Bryła enthüllt.